# Chuuou (Tokyo)
Chūō-bydistriktet (中央区 Chūō-ku, "Centrale bydistrikt") er et bydistrikt i Tokyo i Japan. Det er et af de 23 specielle bydistrikter, der tilsammen udgør Tokyos historiske bykerne. Det ligger midt i Tokyo og har 169.179 (2020) indbyggere. Bydistriktet refererer til sig selv på engelsk som Chūō City.
Det japanske navn betyder bogstaveligt talt "Centrale bydistrikt", og historisk set er det det primære handelscentrum i Tokyo, til trods for at Shinjuku har given det konkurrence efter 2. verdenskrig. Det mest berømte distrikt i Chūō er Ginza, bygget på et sted hvor der tidligere fandtes en sølvmine, som det har taget navn efter. Guldmønten eller Kinza (金座), fandtes tidligere det sted der i dag huser Bank of Japans hovedsæde i Chūō.
1. juni 2012 havde Chūō et befolkningstal på 122.118 med i alt 70.603 husstande og en befolkningstæthed på 12.031,33 personer pr. km². På grund af den høje koncentration af erhverv, kontorer og detailhandel så er befolkningstallet i dagtimerne omkring 650.000.

## Geografi
Chūō er som et ad de centrale bydistrikter i Tokyo omkranset af bydistrikterne Chiyoda, Minato, Taitō, Sumida og Kōtō.
Administrativt er Chūō opdelt i tre zoner: Nihonbashi, Kyobashi og Tsukishima. Nihonbashi og Kyobashi er primært handelsområder øst for Tokyo Station og de berømte distrikter Ginza og Tsukiji findes der. Tsukishima er en separat ø i Tokyo Bugt domineret af høje bygninger med ejerlejligheder.
Indtil 2. verdenskrig var området fyldt med små floder og kanaler og små handelsbåde sejlede rundt. Efter krigen blev mange af disse opfyldt, og der blev bygget veje og bygninger i stedet. Til trods for dette danner de tidligere vandveje basis for mange opdelinger af nabolag i bydistriktet. Sumida-floden danner bydistriktets østlige grænse.
Chūō er arealmæssigt set det næstmindste bydistrikt i Tokyo, med et areal på 10,15 km², kun Taitō er mindre.

## Historie
- 1612: Shogun Tokugawa Ieyasu planlægger etableringen af Edo som de facto hovedstad for Japan og den forbindelse påbegyndes arbejdes med at etablere et nyt handelsdistrikt. Det skulle ligge i den østlige del af Tōkaidō, som udgjorde den primære vej mellem Tokyo og Kansairegionen. Gennem Edo-perioden var området kendt som Edomachi - Edos bycenter.

- 1657: Efter en omfattende brand, der rammer det meste af byen, udarbejdes en ny plan for området med flere kanaler til at fremme maritimhandel.

- Chūō-bydistriktet etableres 15. marts 1947 ved en sammenlægning af bydistrikterne Nihonbashi og Kyobashi.

## Steder
- Nihonbashi-området (日本橋地区)
  - Hakozakicho (箱崎町) - Lokalitet for Tokyo City Air Terminal (T-CAT)
  - Hamacho (浜町)
  - Hisamatsucho (久松町)
  - Higashi-Nihonbashi (東日本橋)
  - Honcho (本町)
  - Hongokucho (本石町) - Lokalitet for Bank of Japan (日本銀行).
  - Horidomecho (堀留町)
  - Kabutocho (兜町) - Finansdistriktet. Lokalitet for Tokyo Stock Exchange.
  - Kakigaracho (蛎殻町)
    - Suitengu Shrine (水天宮) - Shinto shrine hvor kvinder ber til en sikker fødsel.

  - Kayabacho (茅場町)
  - Kodenmacho (小伝馬町)
  - Muromachi (室町) - Lokalitet for Mitsukoshi (三越) stormagasiner.
  - Nihonbashi (日本橋) - Traditionelt handelscenter. Også hjemsted for Takashimaya (高島屋) stormagasiner og "zero milestone" hvorfra motorvejsdistancer til Tokyo udmåles.
  - Ningyocho (人形町)
  - Ohdenmacho (大伝馬町)
  - Tomizawacho (富沢町)
  - Yokoyamacho (横山町)
- Kyōbashi-området (京橋地区)
  - Akashicho (明石町) - Hjemsted for St. Luke's Hospital and Nursing School and the adjacent Garden Tower skyscraper.
  - Ginza (銀座) - Tokyo's dyreste shoppingdistrikt, huser store varehuse som Matsuya (松屋), Matsuzakaya (松坂屋), Mitsukoshi (三越), Wako (和光) og Printemps (プランタン), foruden det berømte Kabukiza (歌舞伎座) teater. Om natten er Ginza badet i neonlys.
    - Shinbashi Enbujo (新橋演舞場) - Et berømt teater

  - Hatchobori (八丁堀) - I Edo-perioden, lokalitet for politibarakker
  - Hamarikyu-teien (浜離宮庭園) - Lokalitet for Hamarikyu Onshi Teien (浜離宮恩賜庭園). En rummelig offentlig park.
  - Kyobashi (京橋)
  - Minato (湊)
  - Shinkawa (新川)
    - Eitai Bridge (永代橋) - En bro over Sumida-floden (隅田川)

  - Shintomi (新富)
  - Tsukiji (築地) - Lokalitet for Chuo Rådhus. En af de bedste sushi (寿司)-destinationer i verden på grund af et stort engrossalg af fisk. Hjemsted for Jodo Shinshu templet for Tsukiji Hongwanji (築地本願寺).
  - Yaesu (八重洲) - Distrikt øst for Tokyo Station(東京駅). På Yaesu-siden af Tokyo Station findes terminalen for Shinkansen (新幹線).
- Tsukishima-området (月島地区)
  - Harumi (晴海) - Harumi-passagerteminalen findes der.
  - Kachidoki (勝どき) - Stedet for broen med det samme navn over Sumida-floden.
  - Tsukishima (月島)
  - Tsukuda (佃)
    - Sumiyoshi Shrine (住吉神社) - Et Shinto shrine med en historie tilbage til 1590.

  - Toyomicho (豊海町)

## Økonomi
Ricoh har hovedsæde i Ricoh Building i Chūō. I 2006 flyttede Ricoh hovedsædet til den 25 etager høje bygning i Ginza fra Minato. Sumitomo har hovedsæde i Harumi Island Triton Square Office Tower Y i Chūō. J. Front Retailing hat hovedsæde i Yaesu. Asahi Shimbun, Asatsu DK og Nihon Ad Systems har hovedsæder i Tsukiji. Ajinomoto, Mitsui Fudosan, og Nomura Group har også hovedsæde i bydistriktet.
Orion Breweries og Takeda Pharmaceutical Company har Tokyo-kontorer i Chūō.

### Udenlandske aktører
Tokyopop driver sit japanske hovedsæde i det midterste tårn i Tokyo Towers. IBM har sit japanske hovedsæde i Chūō.

## Politik
Chūō styres af et byråd med 30 medlemmer. Den nuværende borgmester er Yoshihide Yada som er uafhængig men støttes af Liberaldemokraterne i Japan og Komeito.